# Liga Nacional División de Honor femenina de sófbol
La Liga Nacional de Sóftbol Femenino División de Honor es la máxima competición de la Liga Española de Sófbol. Es organizada por la Real Federación Española de Béisbol y Sófbol (RFEBS). 

## Historia
Esta competición se inició en el año 1989 como continuación del Campeonato de España que se jugaba por concentración. Se denominó Liga Nacional de Sófbol Sénior hasta el año 1992 cuando comenzó a llamarse Liga Nacional de Sófbol Femenino División de Honor. El CB Viladecans ha sido el gran dominador histórico de la competición, con 10 títulos.

## Historial
| Ed.    | Temporada | Campeón                    | Resultado | Subcampeón             | Nota(s)       |
| ------ | --------- | -------------------------- | --------- | ---------------------- | ------------- |
| I      | 1989      | Dridma Rivas SC (1)        |           |                        | [ 1 ]         |
| II     | 1990      | Dridma Rivas SC (2)        |           |                        | [ 2 ]         |
| III    | 1991      | CS Piratas Alcobendas (1)  |           |                        | [ 2 ]         |
| IV     | 1992      | CB Viladecans (1)          |           |                        | [ 3 ]         |
| V      | 1993      | CS Blau (1)                |           |                        | [ 2 ]         |
| VI     | 1994      | Atlético Democráticas (1)  |           | Rivas Sofbol           | [ 2 ]         |
| VII    | 1995      | Atlético Democráticas (2)  |           | Rivas Sofbol           | [ 2 ]         |
| VIII   | 1996      | Rivas Sofbol (3)           |           |                        | [ 2 ]         |
| IX     | 1997      | CB Viladecans (2)          |           | Rivas Sofbol           | [ 3 ]         |
| X      | 1998      | Rivas Sofbol (4)           |           |                        | [ 2 ]         |
| XI     | 1999      | Rivas Sofbol (5)           |           |                        | [ 2 ]         |
| XII    | 2000      | CB Viladecans (3)          |           | Rivas Sofbol           | [ 3 ]         |
| XIII   | 2001      | CB Viladecans (4)          |           | Rivas Sofbol           | [ 3 ]         |
| XIV    | 2002      | CB Viladecans (5)          |           |                        | [ 3 ]         |
| XV     | 2003      | CB Viladecans (6)          |           |                        | [ 3 ] [ 4 ]   |
| XVI    | 2004      | CB Viladecans (7)          |           | Rivas Sofbol           | [ 3 ] [ 4 ]   |
| XVII   | 2005      | CB Viladecans (8)          | 3-1       | Rivas Sofbol           | [ 3 ] [ 4 ]   |
| XVIII  | 2006      | CB Viladecans (9)          |           |                        | [ 3 ]         |
| XIX    | 2007      | CB Viladecans (10)         |           |                        | [ 3 ]         |
| XX     | 2008      | CBS Antorcha-CEU (1)       | 3-0       | Hèrcules Hospitalet    | [ 5 ]         |
| XXI    | 2009      | CBS Antorcha-CEU (2)       | 2-1       | CS Viladecans          | [ 6 ] [ 7 ]   |
| XXII   | 2010      | CS Viladecans (1)          | 3-0       | Eguzki OBB             | [ 8 ]         |
| XXIII  | 2011      | CS Viladecans (2)          | 3-0       | PS Gavanenc            | [ 9 ]         |
| XXIV   | 2012      | CS Viladecans (3)          | 4-1       | Kirolgi OBB            | [ 10 ] [ 11 ] |
| XXV    | 2013      | CBS Sant Boi (1)           | 3-0       | Kirolgi OBB            | [ 12 ] [ 3 ]  |
| XXVI   | 2014      | CBS Antorcha (3)           | liguilla  | CBS Sant Boi           | [ 13 ]        |
| XXVII  | 2015      | Atlético San Sebastián (1) | liguilla  | CBS Sant Boi           | [ 14 ]        |
| XXVIII | 2016      | Atlético San Sebastián (2) | liguilla  | CBS Sant Boi           | [ 15 ]        |
| XXIX   | 2017      | CS Fenix València (1)      | liguilla  | Atlético San Sebastián | [ 16 ]        |
| XXX    | 2018      | Atlético San Sebastián (3) | liguilla  | CBS Rivas              | [ 17 ]        |
| XXXI   | 2019      | CBS Rivas (1)              | liguilla  | Atlético San Sebastián | [ 18 ]        |